# Бывшие районные центры России
Бывшие районные центры России — районные центры, потерявшие этот статус в связи с административно-территориальными преобразованиями.

## Центральный федеральный округ

### Брянская область
- Воронок — центр Воронокского района в 1944—1957 гг[1].
- Глоднево — центр Глодневского района в 1928—1929 гг[2].
- Понуровка — центр Понуровского района в 1929—1932 и 1939—1944 гг[3].
- Чуровичи — центр Чуровичского района в 1929—1932 и 1944—1956 гг.

### Владимирская область
- Курлово — центр Курловского района в 1935—1963 гг.
- Ляхи — центр Ляховского района в 1929—1963 гг.
- Небылое — центр Небыловского района в 1935—1963 гг.
- Никологоры — центр Никологорского района в 1935—1963 гг.
- Покров — центр Покровского района в 1945—1960 гг.
- Ставрово — центр Ставровского района в 1929—1932, 1945—1963 и 1964—1965 гг.
- Струнино — центр Струнинского района в 1941—1965 гг.
- Фоминки — центр Фоминского района в 1929—1959 гг.

### Ивановская область
- Аньково — центр Аньковского района в 1946—1960 гг.
- Кохма — центр Кохомского района в 1935—1948 гг.
- Наволоки — центр Наволокского района в 1935—1958 гг.
- Писцово — центр Писцовского района в 1929—1932 гг.

### Московская область
- Балашиха — центр Балашихинского района в 1941—2011 гг.
- Белоомут — центр Белоомутского района в 1929—1931 гг.
- Бронницы — центр Бронницкого района в 1929—1959 гг.
- Верея — центр Верейского района в 1929—1959 гг.
- Виноградово — центр Ашитковского, затем Виноградовского района в 1929—1957 гг.
- Высоковск — центр Высоковского района в 1939—1957 гг.
- Голицыно — центр Звенигородского района в 1963—1965 гг.
- Горки — центр Горкинского района в 1931 г.
- Дмитровский Погост — центр Коробовского района в 1929—1959 гг.
- Долгопрудный — центр Красно-Полянского района в 1953—1959 гг.
- Домодедово — центр Домодедовского района в 1969—2011 гг.
- Звенигород — центр Звенигородского района в 1929—1957 и 1960—1963 гг.
- Калининград — центр Калининградского района в 1960—1961 гг.
- Константиново — центр Константиновского района в 1929—1957 гг.
- Красная Пахра — центр Красно-Пахорского (1929—1946) и Калининского (1946—1957) районов.
- Красная Поляна — центр Красно-Полянского района в 1939—1953 гг.
- Кривандино — центр Кривандинского района в 1939—1956 гг.
- Кунцево — центр Кунцевского района в 1929—1960 гг.
- Куровское — центр Куровского района в 1929—1959 гг.
- Малино — центр Малинского района в 1929—1957 гг.
- Михнево (Московская область) — центр Михневского района в 1929—1959 гг.
- Новопетровское — центр Ново-Петровского района в 1929—1959 гг.
- Осташёво — центр Осташёвского района в 1939—1957 гг.
- Реутов — центр Реутовского района в 1929—1941 гг.
- Сходня — центр Сходненского района в 1929—1932 гг.
- Уваровка — центр Уваровского района в 1929—1959 гг.
- Химки — центр Химкинского района в 1940—2005 гг.
- Хлебниково — центр Коммунистического района в 1929 — середине 1930-х гг.
- Царицыно (Ленино) — центр Ленинского (1929—1960) и Ульяновского (1960—1963) районов.

### Рязанская область
- Бельково — центр Бельковского района в 1935—1940 гг.
- Большое Коровино — центр Больше-Коровинского района в 1929—1956 гг.
- Гагарино — центр Чапаевского района в 1935—1946 гг.
- Грязное — центр Чапаевского района в 1946—1959 гг.
- Гусь-Железный — центр Бельковского района в 1940—1959 гг.
- Елатьма — центр Елатомского района в 1929—1963 гг.
- Ерахтур — центр Ерахтурского района в 1929—1963 гг.
- Ижевское — центр Ижевского района в 1929—1963 гг.
- Каверино — центр Каверинского района в 1935—1958 гг.
- Мосолово — центр Шелуховского района в 1935—1956 гг.
- Октябрьский — центр Октябрьского района в 1943—1956 гг.
- Павелец — центр Павелецкого района в 1946 г.
- Солотча — центр Солотчинского района в 1939—1959 гг.
- Тума — центр Тумского района в 1929—1963 гг.
- Чернава — центр Чернавского района в 1929—1959 гг.
- Шелемишево — центр Желтухинского района в 1935—1956 гг.

### Тверская область
- Бологово — центр Серёжинского района в 1936—1960 гг.
- Брусово — центр Брусовского района в 1936—1960 гг.
- Высокое — центр Высоковского района в 1936—1963 гг.
- Волок — центр Советского района в 1927—1929 гг.
- Горицы — центр Горицкого района в 1929—1963 гг.
- Ельцы — центр Ельцовского района в 1929—1930 гг.
- Емельяново — центр Емельяновского района в 1929—1956 гг.
- Есеновичи — центр Есеновичского района в 1929—1958 гг.
- Иваново (Телятино) — центр Весьегонского района в 1938—1940 гг.
- Ильино — центр Ильинского района в 1927—1960 гг.
- Кесьма — центр Овинищенского района в 1935—1956 гг.
- Киверичи — центр Теблешского района в 1935—1956 гг.
- Козлово — центр Козловского района в 1937—1956 гг.
- Константиново — центр Константиновского района в 1929—1930 гг.
- Кушалино — центр Кушалинского района в 1935—1956 гг.
- Луковниково — центр Луковниковского района в 1929—1960 гг.
- Медное — центр Медновского района в 1935—1956 гг.
- Молодой Туд — центр Молодотудского района в 1936—1958 гг.
- Нерль — центр Нерльского района в 1929—1956 гг.
- Новозавидовский — центр Завидовского района в 1929—1960 гг.
- Плоскошь — центр Плоскошского района в 1936—1960 гг.
- Погорелое Городище — центр Погорельского района в 1929—1960 гг.
- Рождествено — центр Оршинского района в 1937—1959 гг.
- Рождество — центр Рождественского района в 1927—1929 гг.
- Старая Торопа — центр Октябрьского района в 1927—1929 гг.
- Степурино — центр Степуринского района в 1929—1930 гг.
- Толмачи — центр Новокарельского района (Толмачёвского района) в 1929—1956 гг.
- Тургиново — центр Тургиновского района в 1929—1963 гг.
- Хотилицы — центр Ленинского района в 1927—1928 гг.

## Северо-Западный федеральный округ

### Архангельская область и Северный край
- Емецк — центр Емецкого района в 1929—1959 годах
- Конёво — центр Приозёрного района в 1929—1963 годах
- Пертоминск — центр Беломорского района в 1943—1958 годах
- Ровдино — центр Ровдинского района в 1929—1959 годах
- Сольвычегодск — центр Сольвычегодского района в 1924—1929 и 1938—1958 годах
- Уна — центр Беломорского района в 1940—1943 годах
- Чекуево — центр Чекуевского района в 1929—1931 годах
- Черевково — центр Черевковского района в 1924—1959 годах

### Ленинградская область
- Алёховщина — центр Оятского района в 1927—1955 гг.
- Андреево — центр Андреевского района в 1927—1931 гг.
- Будогощь — центр Будогощенского района в 1927—1932 гг.
- Важины — временный центр Подпорожского района в 1932—1938 гг.
- Винницы — центр Винницкого района в 1927—1963 гг.
- Вознесенье — центр Вознесенского района в 1927—1954 гг.
- Выскатка — центр Рудненского района в 1930—1933 гг.
- Гонгиничи — центр Гонгинского района в 1927 г.
- Детское Село — центр Детскосельского района в 1927—1930 гг.
- Ефимовский — центр Ефимовского района в 1927—1965 гг.
- Каннельярви — центр Каннельярвского района в 1940—1945 гг.
- Колпино — центр Колпинского района в 1927—1930 гг.
- Котлы — центр Котельского района в 1927—1931 гг.
- Красное Село — центр Красносельского района в 1936—1954 гг.
- Куйвози — центр Куйвозовского района в 1927—1930 гг.
- Ленинград — центр Ленинградского Пригородного района в 1930—1936 гг.
- Лесогорский — центр Яскинского (Лесогорского) района в 1940—1960 гг.
- Любань — центр Любанского района в 1927—1930 гг.
- Мга — центр Мгинского района в 1927—1930 и в 1931—1960 гг.
- Молосковицы — центр Молосковицкого района в 1927—1931 гг.
- Новая Ладога — центр Новоладожского района в 1946—1963 гг.
- Озёра — временный центр Винницкого района в 1942—1944 гг.
- Оредеж — центр Оредежского района в 1927—1959 гг.
- Осьмино — центр Осьминского района в 1927—1961 гг.
- Павловск — центр Слуцкого (Павловского) района в 1936—1953 гг.
- Парголово — центр Парголовского района в 1927—1930 и 1936—1954 гг.
- Пашский Перевоз — центр Пашского района в 1927—1955 гг.
- Пикалёво — центр Пикалёвского района в 1927—1932 гг.
- Приморск — центр Койвистовского (Приморского) района в 1940—1954 гг.
- Путилово — центр Путиловского района в 1930—1931 гг.
- Рощино — центр Райволовского (Рощинского) района в 1945—1960 гг.
- Рудно — центр Рудненского района в 1927—1930 гг.
- Сосново — центр Раутовского (Сосновского) района в 1940—1960 гг.
- Токсово — центр Куйвозовского (Токсовского) района в 1930—1939 гг.
- Урицк — центр Урицкого района в 1927—1930 гг.
- Шугозеро — центр Капшинского района в 1927—1963 гг.

### Мурманская область
- Белокаменка — центр Полярного района в 1941—1948 гг.
- Йоканьга (с 1938 — Гремиха) — центр Саамского района в 1935—1962 гг.
- Кировск — центр Кировского района в 1935—1954 гг.
- Кузомень — центр Терского района в 1927—1931 гг.
- Лесной — центр Терского района в 1935—1967 гг.
- Мончегорск — центр Мончегорского района в 1938—1949 гг.
- Мурманск — центр Полярного района в 1934—1938 гг.
- Полярный — центр Александровского (1927—1931) и Полярного (1931—1934, 1948—1960) районов.
- Поной — центр Понойского района в 1927—1935 гг.
- Североморск — центр Североморского района в 1960—1963 гг.
- Териберка — центр Териберского района в 1927—1960 гг.
- Ура-Губа — центр Полярного района в 1938—1941 гг.

### Новгородская область
- Белебёлка — центр Белебёлковского района в 1927—1931 и 1941—1961 гг.
- Дрегли — центр Дрегельского района в 1931—1933 гг.
- Жуковка — центр Жуковского района в 1927—1931 гг.
- Залучье — центр Залучского района в 1927—1961 гг.
- Кончанское-Суворовское — центр Кончанского района в 1927—1932 гг.
- Лычково — центр Луженского и Лычковского района в 1927—1963 гг.
- Неболчи — центр Дрегельского района в 1933—1963 гг.

### Псковская область
- Воронцово — центр Сошихинского района в 1935—1959 гг.
- Выбор — центр Выборского района в 1927—1932 гг.
- Идрица — центр Идрицкого района в 1927—1932 и 1936—1959 гг.
- Карамышево — центр Карамышевского района в 1927—1931 и 1935—1959 гг.
- Качаново — центр Качановского района в 1945—1958 гг.
- Кудеверь — центр Кудеверского района в 1927—1931 и 1935—1958 гг.
- Ляды — центр Лядского района в 1927—1959 гг.
- Насва — центр Насвинского района в 1927—1932 гг.
- Новоселье — центр Новосельского района в 1927—1932 и 1935—1958 гг.
- Павы — центр Павского района в 1946—1959 гг.
- Подберезье — центр Подберезинского района в 1945—1958 гг.
- Пожеревицы — центр Пожеревицкого района в 1939—1958 гг.
- Полна — центр Полновского района в 1927—1931 и 1935—1947 гг.
- Поречье — центр Поречьевского (Пореченского) района в 1927—1930 и 1945—1959 гг.
- Прихабы — центр Прихабского района в 1945—1949 гг.
- Серёдка — центр Серёдкинского района в 1927—1958 гг.
- Скоково — центр Рыковского района в 1927—1930 гг.
- Славковичи — центр Славковского района в 1927—1959 гг.
- Троица-Хлавица — центр Троицкого (Ловатского) района в 1927—1930 гг.
- Усмынь — центр Усмынского района в 1927—1930 и 1949—1959 гг.
- Усть-Долыссы — центр Усть-Долысского района в 1928—1930 и 1952—1959 гг.
- Цевло — центр Цевельского района в 1927—1930 гг.
- Чихачёво — центр Чихачёвского района в 1927—1932 гг., центр Ашевского района в 1936—1963 гг.
- Ямм — центр Полновского района в 1947—1958 гг.

### Республика Карелия
- Куркийоки — центр Куркийокского района в 1940—1945 гг.
- Ладва — центр Прионежского района в 1946—1963 гг.
- Реболы — центр Ребольского района в 1927—1930 и 1934—1948 гг.
- Шёлтозеро — центр Шёлтозерского района в 1927—1956 гг.

## Северо-Кавказский федеральный округ

### Дагестан
- Бежта — центр Цунтинского района в 1955—1992 гг.
- Бурганкент — центр Табасаранского района в 1931—1935 гг.
- Дагестанские Огни — центр Дербентского района в 1952—1953 гг.
- Избербаш — центр Каякентского района в 1957—1963 гг.
- Каракюре — центр Докузпаринского района в 1934—1935 гг.
- Кахиб — центр Кахибского района в 1933—1960 гг.
- Крайновка — центр Крайновского района в 1944—1960 гг.
- Кая — центр Кулинского района в 1935—1940 гг.
- Каякент — центр Каякентского района в 1935—1957 гг.
- Кидеро — центр Цунтинского района в 1992—2017 гг.
- Кумторкала — центр Кумторкалинского района с 1935 по 1944 гг.
- Куярик — центр Табасаранского района в 1928—1931 гг.
- Махачкала — центр Махачкалинского района в 1921—1935 и 1950—1951 гг.
- Нижнее Казанище — центр Буйнакского района в 1952—1953 гг.
- Ругуджа — центр Гунибского района в 1937—1944 гг.
- Унцукуль — центр Унцукульского района в 1935—2016 гг.
- Урада — центр Кахибского района в 1928—1933 гг.
- Урари — центр Ураринского района в 1928—1930 гг.
- Цудахар — центр Цудахарского района в 1946—1956 гг.
- Цумада — центр Цумадинского района в 1932—1936 гг.
- Чох — центр Гунибского района в 1944—1963 гг.
- Шаури — центр Цунтинского района в 1935—1944 гг.
- Штаб-Ахвах — центр Ахвахского района в 1933—1937 гг.
- Эчеда — центр Эчединского района в 1926—1928 гг.
- Ярыксу-Аух — центр Ауховского района в 1943—1944 гг.

### Кабардино-Балкария
- Алтуд — центр Прималкинского района в 1937—1946 гг.
- Виноградное — центр Курпского района в 1935—1944 гг.
- Зольское — центр Зольского района в 1938—1947 гг.
- Каменномостское — центр Нагорного района в 1936—1944 гг.
- Куба — центр Кубинского района в 1937—1957 гг.
- Нартан — центр Нальчикского района в 1939—1956 гг.
- Урожайное — центр Урожайненского района в 1944—1959 гг.
- Сармаково — центр Нагорного района в 1944—1956 гг.
- Солдатская — центр Прималкинского района в 1946—1959 гг.

### Карачаево-Черкесия
- Икон-Халк — центр Икон-Халкского района в 1935—1936 годах
- им. Коста Хетагурова — центр Микояновского района в 1938—1943 годах
- Первомайское — центр Малокарачаевского района в 1957—1960 годах
- Учкулан — центр Учкуланского района в 1935—1943 годах
- Эрсакон — центр Кувинского района в 1935—1953 годах

### Северная Осетия
- Владикавказ — центр Пригородного района в 1926—1936 гг.
- Гизель — центр Гизельдонского района в 1944—1954 гг.
- Дарг-Кох — центр Даргкохского района в 1938—1940 гг.
- Камбилеевское — центр Пригородного района в 1950—1965 гг.
- Кобань — центр Гизельдонского района в 1938—1944 гг.
- Хумалаг — центр Кировского района в 1957—1965 гг.
- Чермен — центр Пригородного района в 1936—1940 гг.

### Чечня
- Горагорск — центр Горагорского района в 1944—1951 гг.
- Горячеисточненская — центр Старо-Юртовского (Горячеисточненского) района в 1935—1956 гг.
- Каргалинская — центр Каргалинского района в 1946—1963 гг.
- Курчалой — центр Курчалоевского района в 1935—1944 гг.
- Надтеречное — центр Надтеречного района в 1925—1963 гг.
- Ойсхара (Новогрозненский) — центр Новогрозненского района в 1944—1951 гг.
- Петропавловская — центр Петропавловского района в 1926—1934 гг.
- Серноводская — центр Новочеченского района в 1926—1928 гг.
- Саясан — центр Саясановского района в 1935—1961 гг.
- Старые Атаги — центр Старо-Атагинского (Атагинского, Предгорненского) района в 1935—1956 гг.
- Шарой — центр Шаройского района в 1935—1939 гг.
- Шаро-Аргун — центр Чеберлоевского района в 1925—1944 гг.

## Южный федеральный округ

### Краснодарский край
- Варениковская - центр  Варениковского района в 1940—1953 гг.

### Адыгея
- Майкоп — центр Майкопского района в 1940—1956 и 1959—1965 гг.
- Натырбово — центр Натырбовского района в 1924—1929 гг.
- Преображенское — центр Преображенского района в 1924—1929 гг.

### Калмыкия
- Улан-Эрге — центр Центрального улуса (района) в 1930—1938 гг.
- Улан-Хол — центр Улан-Хольского улуса (района) в 1938—1943 гг.
- Юста — центр Юстинского улуса (района) в 1938—1943 гг.
- Солёное — центр Яшалтинского улуса (района) в 1938—1943 гг.

### Волгоградская область
- Приморск — центр Приморского района в 1959—1963 гг.
- Фролово — бывший центр Фроловского района. Райцентр перенесён в 2014 году в посёлок Пригородный — северный пригород.

### Ростовская область
- Кутейниковская — центр Калмыцкого района в 1932—1944 гг.
- Прогресс — центр Волгодонского района с 1983 по 1985 гг.

## Уральский федеральный округ

### Ханты-Мансийский АО
- Кондинское (до 1961 — Нахрачи) — центр Кондинского района в 1923—1995 гг.
- Ларьяк — центр Ларьякского района в 1930—1962 гг.
- Самарово — центр Самаровского района в 1923—1950 гг.

### Ямало-Ненецкий АО
- Гыда — центр Гыдоямского района в 1944—1946 гг.
- Ныда — центр Надымского района в 1930—1972 гг.
- Тамбей — центр Тамбейского района в 1944—1946 гг.
- Щучье — центр Приуральского района в 1930—1940 гг.

## Сибирский федеральный округ

### Кемеровская область
- Кузедеево — центр Кузедеевского района с 1924 по 1960
- Ишим — центр в 1925—1932 годах Ишимского района Томского округа Сибирского края.

## Дальневосточный федеральный округ

### Еврейская автономная область
- Сталинск — центр Сталинского района в 1934 г.

### Камчатский край
- Карага — центр Карагинского района в 1930—1948 гг.
- Петропавловск-Камчатский — центр Петропавловского района в 1926—1940 гг.

### Сахалинская область
- Верещагино — центр Рыбновского района в 1925—1930-е гг.
- Вискво — центр Западно-Сахалинского района в 1930—1933
- Горнозаводск — центр Горнозаводского района в 1951—1956 гг.
- Лесогорское — центр Лесогорского района в 1946—1963 гг.
- Рыбновск — центр Рыбновского района в 1930-х — 1964 гг.
- Рыковское — центр Рыковского района в 1925—1937 гг.
- Широкая Падь — центр Широкопадского района в 1933—1963 гг.
- Южно-Сахалинск — центр Южно-Сахалинского района в 1946—1963 гг.

### Чукотский АО
- Анадырь — центр Анадырского района в 1926—1957 и в 1975—1990-х гг.
- Анюйск — центр района Восточной Тундры в 1952—1961 гг.
- Беринговский — центр Беринговского района в 1957—1975 гг.
- Марково — центр Марковского района в 1930—1960 гг.
- Мыс Шмидта — центр Шмидтовского района в 1973—2008 гг.
- Нагорный — центр Беринговского района в 1975—2008 гг.
- Островное — центр района Восточной Тундры в 1930—1952 гг.
- Уэлен — центр Чукотского района в 1926—1930 и 1930-х — 1957 гг.
- Шахтёрский — центр Анадырского района в 1963—1990-х гг.